# James Tanis
James Tanis est un homme politique de Papouasie-Nouvelle-Guinée qui est élu président de la région autonome de Bougainville en 2008 après le décès de Joseph Kabui alors qu'il est en fonction, exerçant le reste du mandat de 2009 à 2010. Il est auparavant vice-président du Congrès du peuple de Bougainville (en).

## Biographie
Tanis grandit dans le village de Panam à Lamane, à la frontière du sud et du centre de Bougainville,.
Le mouvement d’indépendance de Bougainville débute dans les années 1980 après que les propriétaires fonciers locaux ferment la mine de cuivre de Panguna. En 1989, les dirigeants de l'Armée révolutionnaire de Bougainville (Bougainville Revolutionary Army - BRA) proclament l'indépendance de Bougainville de la Papouasie-Nouvelle-Guinée et établissent un gouvernement intérimaire. Une guerre civile ravage l'île pendant la décennie suivante, alors que la BRA combat l'armée de Papouasie-Nouvelle-Guinée. Tanis est un ancien guérillero et commandant de la BRA. Tanis est alors lié au leader séparatiste, Francis Ona. Il devient un acteur clé dans l'accord de paix de 2001 après la guerre civile de Bougainville.
Le prédécesseur de Tanis, John Tabinaman (en), prend la présidence par intérim après le décès de Joseph Kabui d'une crise cardiaque en juin 2008. Cela conduit à une nouvelle élection en 2008 (en). Il y a 14 candidats ; Tanis est déclaré vainqueur avec une marge de 13 547 voix sur le deuxième favori, Sam Akoitai. Les élections sont marquées par une faible participation électorale, qui serait favorisée par des barrages routiers lourdement armés, des conflits locaux en cours et des plaintes de nombreux Bougainvilliers selon lesquelles leurs noms ne figurent pas sur les listes électorales. Tanis prête serment le 6 janvier 2009.
L'élection de Tanis, 43 ans, est considérée comme un changement générationnel dans la direction politique de Bougainville.
Tanis est investi comme deuxième président élu de Bougainville lors d'une cérémonie d'investiture haute en couleur le 6 janvier 2009, alors que des Bougainvilliers en costumes traditionnels assistent à la cérémonie à Arawa, au centre de Bougainville. La cérémonie dure presque toute la journée et comprend de la musique et de la danse indigènes.
Tanis effectue un mandat intérimaire, achevant le mandat prévu de Kabui avant l'élection présidentielle de 2010 (en). Il déclare que son objectif est de promouvoir l'unité au lendemain de la longue guerre civile. Tanis déclare qu'il n'envisage pas de grands changements au cours de son mandat de 20 mois, mais qu'il veillerait à ce que la paix prévale grâce à la réconciliation.
Tanis nomme Ezekiel Massat (en) vice-président le 19 janvier 2009. Il se représente en 2010 et est battu par John Momis.